# 德米伊夫卡站
德米伊夫卡站（羅馬化：Demiivska （ⓘ））是基輔地鐵奧博隆-泰雷姆基線的一個車站，開通於2010年12月15日，是奧博隆-泰雷姆基線延長工程的一部分。2010年11月5日開始，德米伊夫卡站進行試運行。